# Lightning Ridge
Lightning Ridge és un poble de Nova Gal·les del Sud en Austràlia que tenia 2.284 habitants el 2016. Està situat a 590 km al nord-oest de Sydney, a 6 km de Castlereagh Highway a la frontera amb Queensland. El poble té unes de les reserves d'òpal negre més grans del món. Es necessita una llicència per buscar-ne.
Lightning Ridge és un jaciment paleontològic important. S'hi han trobat fòssils del Cretaci. Els descobriments més importants inclouen Kollikodon ritchiei i Steropodon galmani. El juny del 2019, una nova espècie de dinosaure, Fostoria dhimbangunmal, va ser descrita a base de fòssils trobats a Lightning Ridge. És el fòssil de dinosaure més complet que s'ha trobat preservat com a òpal.
L'actor, productor i guionista Paul Hogan va néixer a Lightning Ridge el 8 d'octubre del 1939.

## Galeria

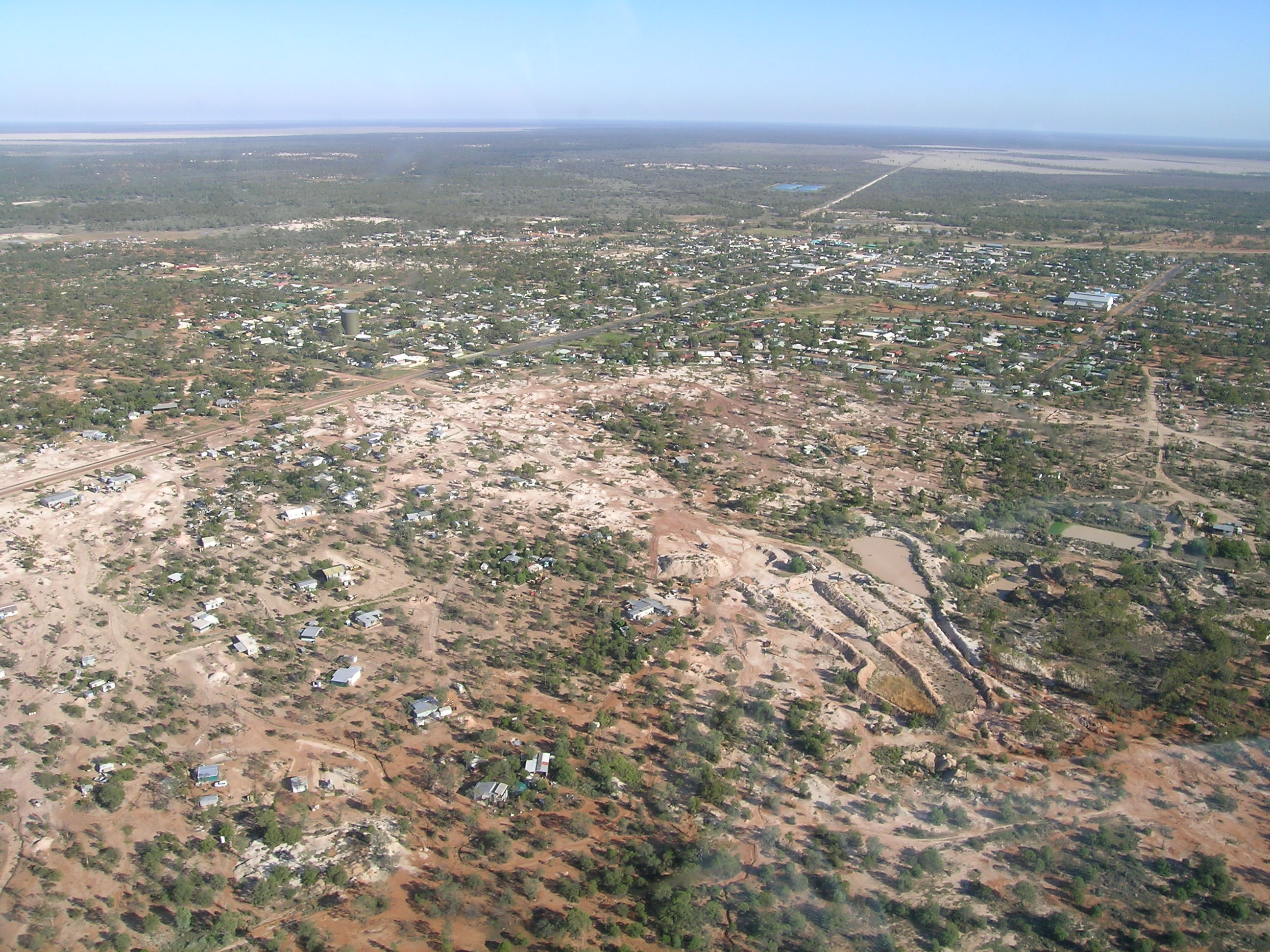
Foto aèria de Lightning Ridge i mines properes
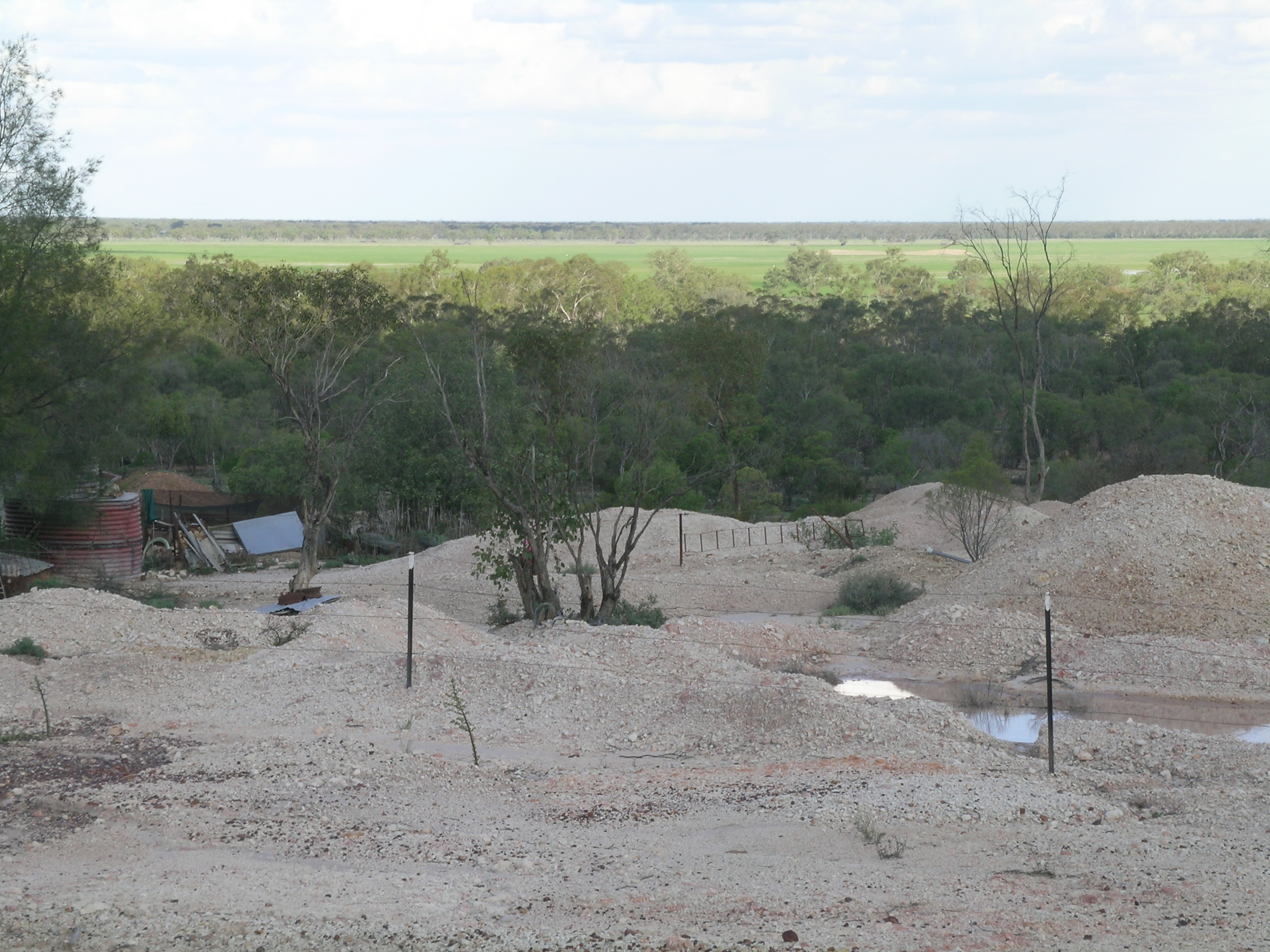
Mines d'òpal
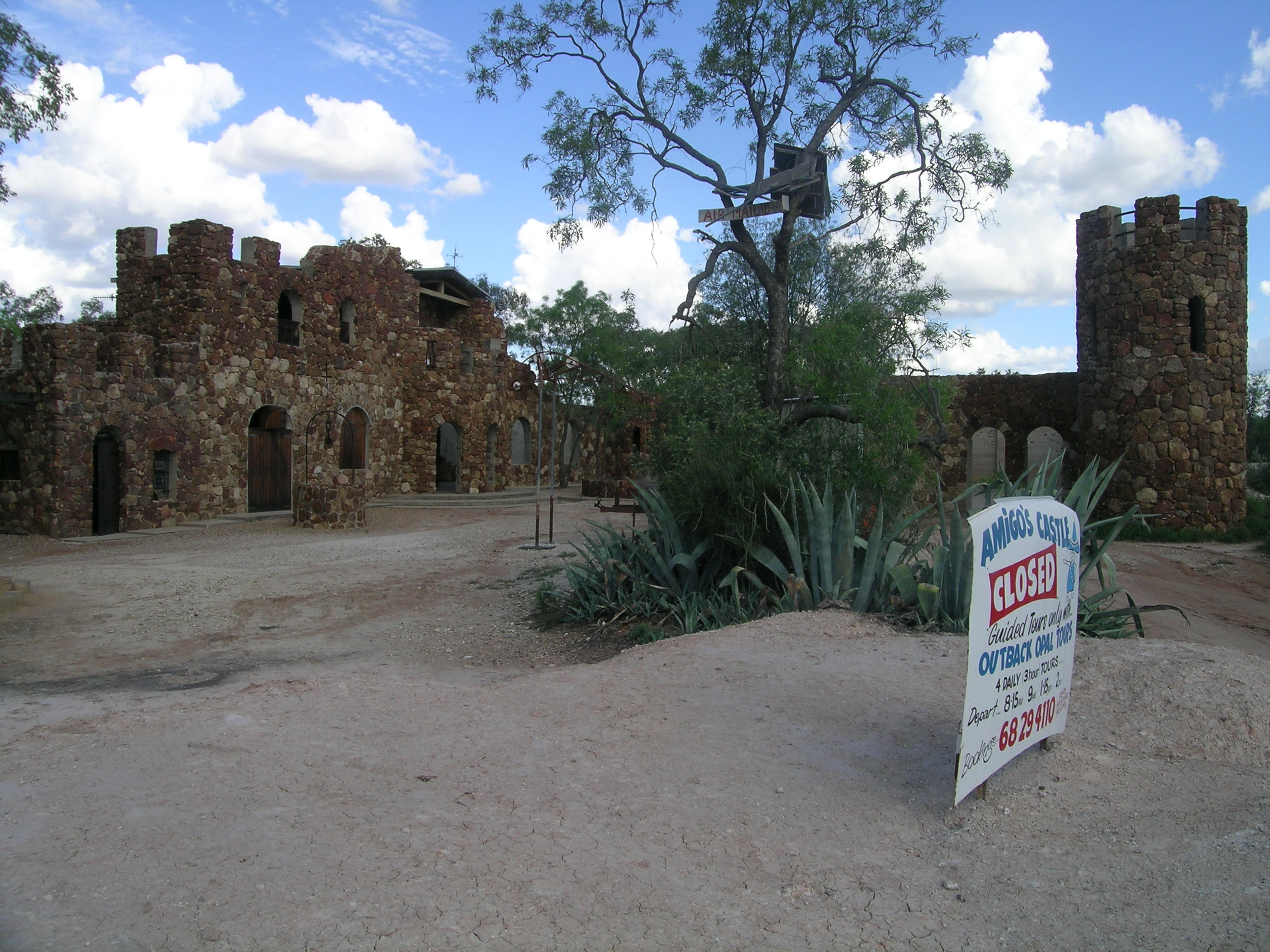
Amigo's Castle
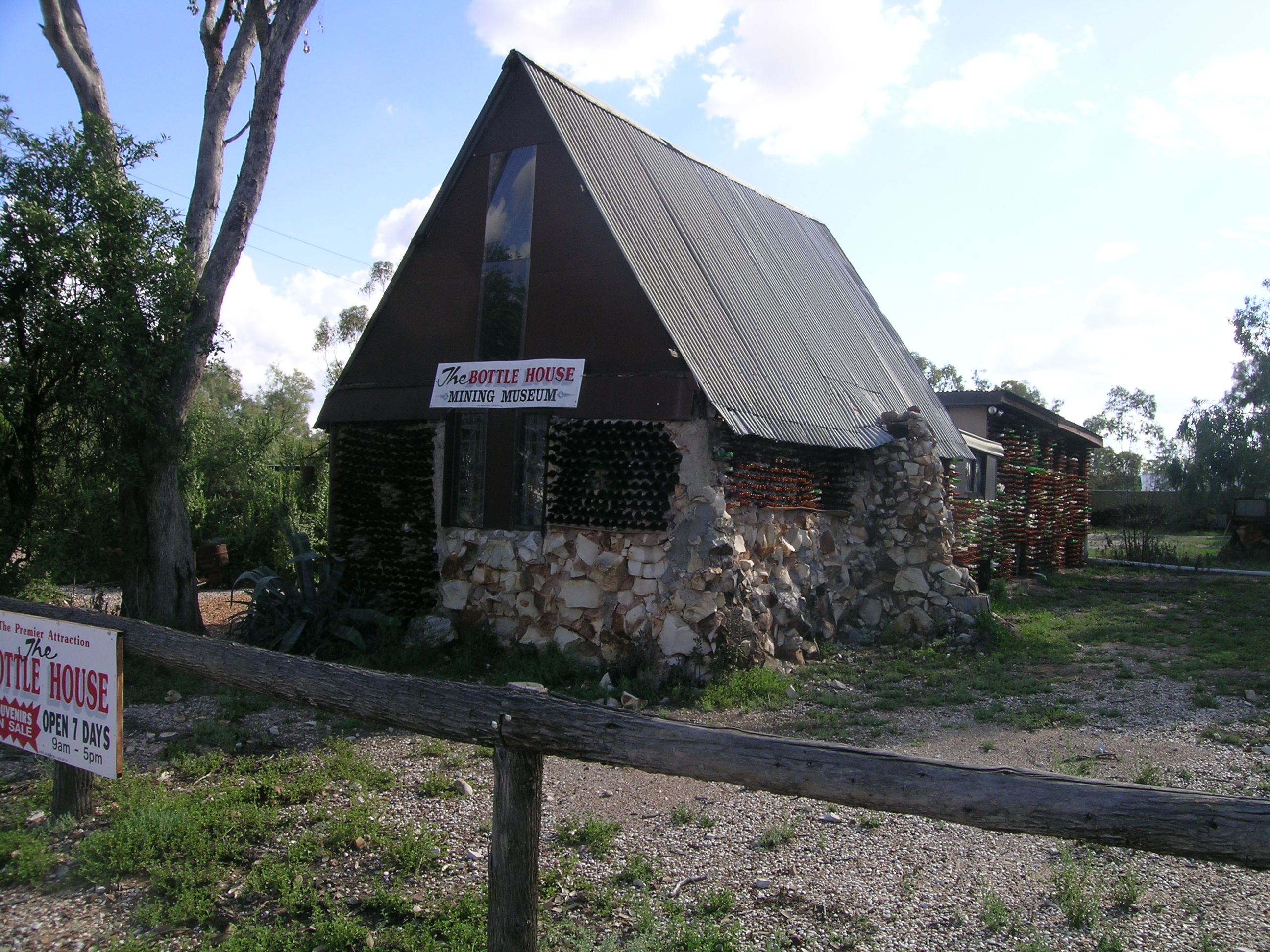
El museu de la mina